# Pallavolo ai XXVII Giochi del Sud-est asiatico
La pallavolo ai XXVII Giochi del Sud-est asiatico si è disputata durante la XXVII edizione dei Giochi del Sud-est asiatico, che si è svolta a Naypyidaw, in Birmania, nel 2013.

## Podi
| Evento                         | Oro        | Argento   | Bronzo    |
| Pallavolo maschile (dettagli)  | Thailandia | Indonesia | Vietnam   |
| Pallavolo femminile (dettagli) | Thailandia | Vietnam   | Indonesia |